# 軍畑大橋
軍畑大橋（いくさばたおおはし）は、東京都青梅市の多摩川に架かる東京都道45号奥多摩青梅線の橋長129.5 m（メートル）のローゼ橋。

## 概要
- 形式 - 鋼単純鈑桁橋 + 鋼中路ローゼ橋
- 橋格 - 1等橋（TL-20）
- 橋長 - 129.500 m
  - 支間割 - 24.200 m + ( 3.000 m + 97.500 m + 3.000 m)
- アーチ支間 - 97.500 m
- アーチライズ - 26.000 m
- 幅員
  - 総幅員 - 12.800 m
  - 有効幅員 - 12.000 m
  - 車道 - 7.000 m
  - 歩道 - 両側2.500 m
- 床版 - 鉄筋コンクリート
- 総鋼重 - 569 t
- 架設工法 - トラック・クレーンベント工法、ケーブルクレーン・斜吊り工法
- 施工 - 日本鉄塔工業

## 歴史
かつて鎌倉秩父街道が通り、軍畑の渡しがあったところで、近年交通需要からアーチ系のローゼ橋が架橋された。高欄は古戦場に由来する鎧武者のモニュメントを表象している。 